# 相馬盛胤 (大膳大夫)
相馬盛胤（1476年—1521年7月23日），日本戰國時代武將、戰國大名。陸奧國行方郡小高城城主。陸奧相馬氏第13代當主。父親是第12代當主相馬高胤。

## 生平
在文明8年（1476年）出生。初名定胤。
延德4年（1492年）6月11日，父親高胤在與標葉隆成的戰鬥中病死。繼承家督後，立即重整形勢，與標葉氏再次開戰。同年（改元為明應元年）12月，攻陷標葉氏的居城權現堂城，並將其攻滅，把標葉郡收歸支配之下。
在永正18年（1521年）7月7日死去。繼承人是嫡男相馬顯胤。

## 外部連結
- 武家家伝＿相馬氏 （页面存档备份，存于）